# Philippe de Villiers de L'Isle-Adam
Pour les articles homonymes, voir Villiers et de Villiers de L'Isle-Adam.
Philippe de Villiers de L'Isle-Adam (né à Beauvais en 1464 et mort à Malte le 21 août 1534), est le 44e grand maître des Hospitaliers de l'ordre de Saint-Jean de Jérusalem.

## Biographie

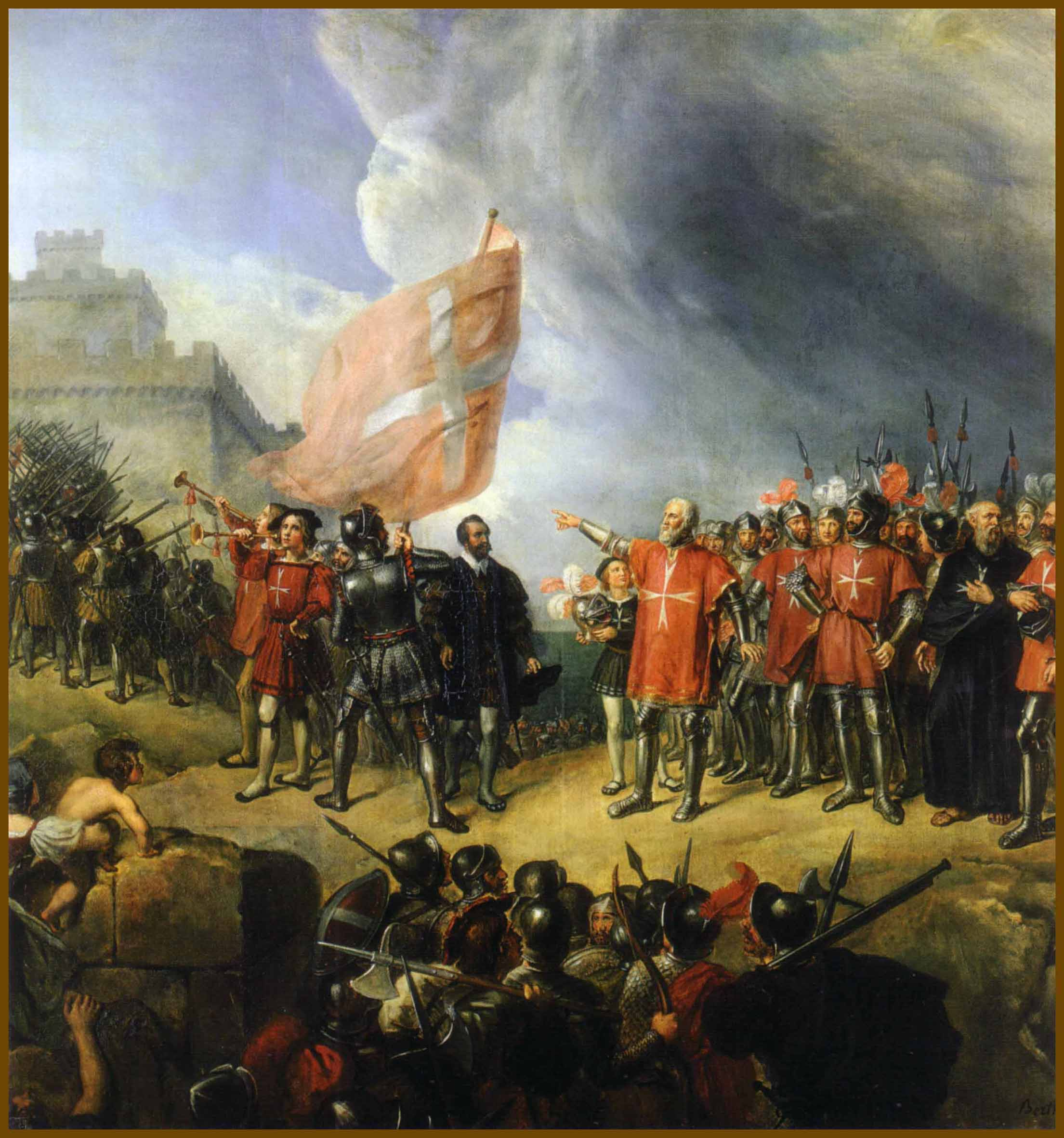
Prise de possession de Malte en 1530 par Philippe de Villiers de L'Isle-Adam, Grand Maître de l'Ordre.

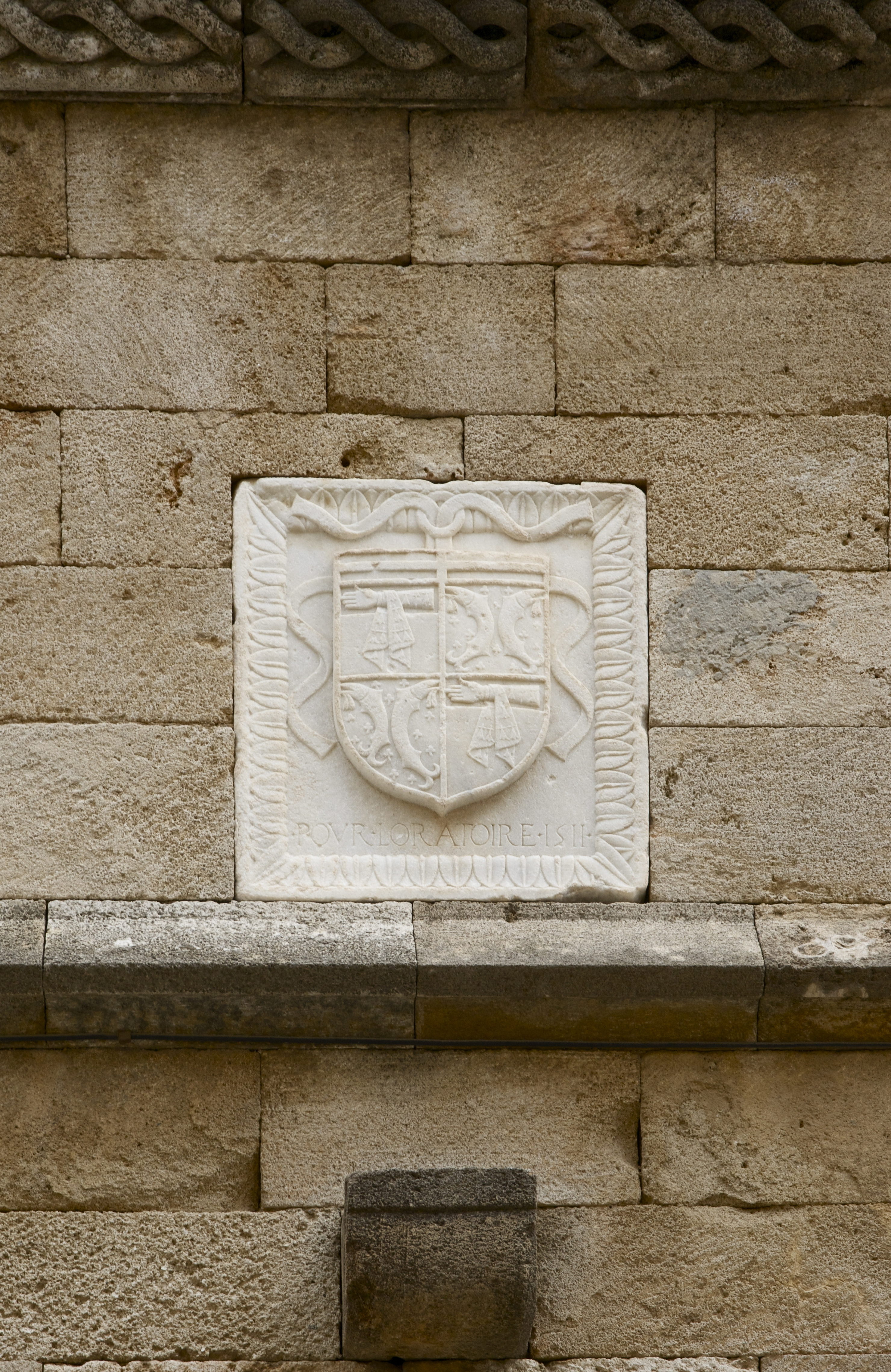
Ses armoiries, sur une muraille de la ville de Rhodes, Grèce

Petit fils du maréchal de France Jean de Villiers de L'Isle-Adam, fils du seigneur de L'Isle-Adam Jacques de Villiers (mort en 1471), prévôt de Paris, et de Jeanne de Nesle, Philippe est le frère, de Louis de Villiers de l'Isle-Adam, comte-evêque de Beauvais ; par ailleurs, il a également pour sœur, Marie, grand-mère du connétable Anne de Montmorency.
Chevi de la commanderie de Launay (paroisse de Saint-Martin-sur-Oreuse, près de Sens, auj. Yonne) de 1495 à 1518. Commandeur de Troyes de 1496 à 1518. Chevi de la commanderie de La Croix-en-Brie en 1502. Sénéchal de l'Ordre de 1510 à 1518. Bailli de la Morée en 1511. Grand Prieur de France de 1519 à 1521.

Il fut élu grand maître de l'ordre de Saint-Jean de Jérusalem le 21 janvier 1521 alors qu'il était en France. Il rejoignit Rhodes en août après avoir échappé au corsaire turc Curtogli. Il apportait avec lui d'importants renforts en hommes, en armes et en munitions.

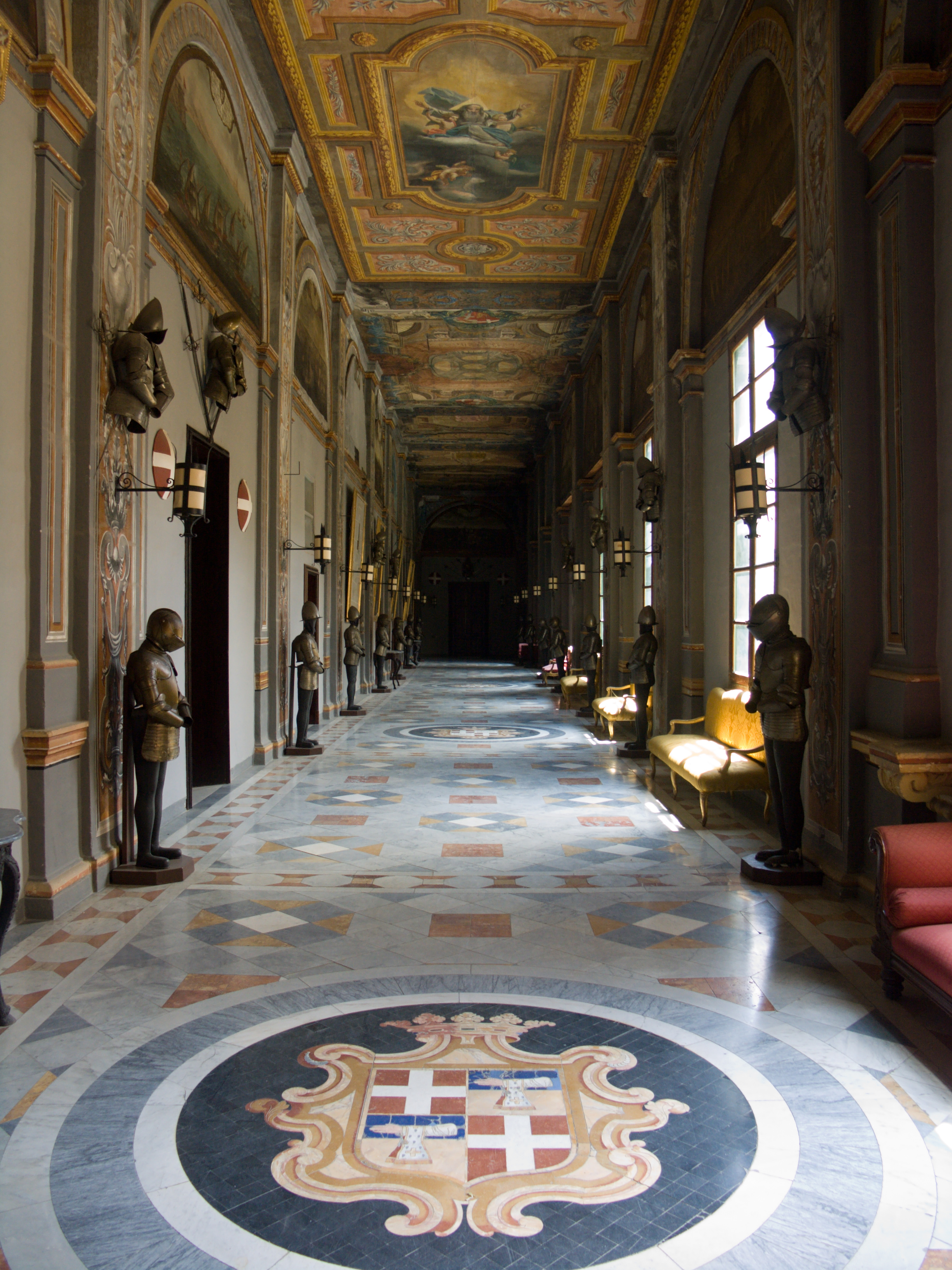
Armoiries de Philippe de Villiers de L'Isle-Adam dans le palais du grand maître à Malte.

### Siège de Rhodes
En 1522, il défendit avec 600 chevaliers et 4 500 hommes (5000) l'île de Rhodes attaquée par 200 000 hommes de Soliman le Magnifique. Selon d'autres sources, les estimations des forces en présence sont de 7000 contre 180 000 hommes et les pertes de 5200 contre 50 000 à 114 000 morts.
Au terme d'un siège de six mois, trahi par le grand chancelier d'Amaral, les défenses de Rhodes entamées par les coups de l'artillerie ottomane, submergé par le nombre, Villiers de l'Isle-Adam dut capituler après une héroïque résistance, en décembre 1522. Soliman tint à le recevoir pour lui exprimer sa déférence. Fait unique dans l'histoire de l'empire ottoman, le sultan l'autorisa à quitter Rhodes librement avec ses chevaliers et ceux des civils qui souhaitaient l'accompagner, « bagues sauves » (avec les bagages qu'ils voulaient emporter avec eux).

### Errance en Méditerranée
La « grande caraque de Rhodes », vaisseau amiral des Hospitaliers, appareilla avec d'autres navires à l'aube du 1er janvier 1523 pour une navigation de sept ans qui la mena à Candie, Messine, Civitavecchia, Villefranche-sur-Mer et Nice. L'Ordre séjourna à Viterbe de 1523 à 1527. Après une longue période d'incertitude, durant laquelle Villiers de l'Isle Adam voyagea et séjourna à Rome, Charles Quint, sous la pression du pape, Clément VII, un Hospitalier, leur céda l'archipel maltais « en fief perpétuel, noble et franc ».

### L'installation à Malte
Les Hospitaliers s'installèrent à Malte sous la conduite de leur grand maître en 1530. Le poète Germain Colin-Bucher est son secrétaire.
Philippe Villiers de l'Isle-Adam meurt le 21 août 1534. Il est enterré dans la chapelle Sainte-Anne du fort Saint-Ange à Malte. En 1577, après la construction de la co-cathédrale Saint-Jean de La Valette, son corps est transféré dans la crypte de celle-ci où il repose depuis.
Apprenant son décès, Soliman le Magnifique, qui avait toujours admiré les qualités de ce personnage exceptionnel, fit publier dans les mosquées de son empire un panégyrique en son honneur : « Croyants, apprenez d’un infidèle comment on accomplit son devoir jusqu’à être admiré et honoré de ses ennemis. ».

## Sources bibliographiques
- Bertrand Galimard Flavigny, Histoire de l'ordre de Malte, Perrin, Paris, 2006
- De Rhodes à Malte : le grand maître Philippe de Villiers de l'Isle-Adam (1460-1534) et l'ordre de Malte, Somogy, 2004